# Зубек, Петер
Петер Зубек (словац. Peter Zůbek; род. 16 февраля 1970 года, Кошице, Чехословакия) — бывший словацкий хоккеист, игравший на позиции нападающего. Брат-близнец Павола Зубека.

## Карьера
Воспитанник хоккейного клуба «Кошице».
Выступал за команды ВСЖ (Кошице), «Прешов», «Стьернен».
В чемпионатах Чехословакии — 202 матча, 152 очка (78+74). В чемпионатах Словакии — 199 матчей, 145 очков (64+81). В чемпионатах Норвегии — 245 матчей, 201 очко (91+110).
В составе сборной Чехословакии провёл 8 матчей, забил 2 гола.

## Достижения
- Чемпион Чехословакии (1988)
- Чемпион Словакии (1995, 1996)
- Чемпион Европы среди юниоров (1988)
- Серебряный призёр чемпионата Европы среди юниоров (1987)
- Серебряный призёр чемпионата Словакии (1994, 1997)
- Бронзовый призёр чемпионата Чехословакии (1989)
- Бронзовый призёр молодёжного чемпионата мира (1989, 1990)